# Boarmia adamata
Boarmia adamata är en fjärilsart som beskrevs av Felder 1874. Boarmia adamata ingår i släktet Boarmia och familjen mätare. Inga underarter finns listade i Catalogue of Life.